# ええか!?/「良い奴」
「ええか!?/「良い奴」」（ええか!?/いいやつ）は、スマイレージのメジャー15枚目のシングル。2013年12月18日にアップフロントワークス（hachamaレーベル）から発売された。

## 概要
- 初回生産限定盤A・B・C・D、通常盤の5形態での発売[2][3]。
- 初回生産限定盤A・B・CはCD+DVD、初回生産限定盤D・通常盤はCDのみの商品構成[2][3]。
- 初回生産限定盤のみ、イベント抽選シリアルナンバーカード封入[3]。
- ええか!?は、フジテレビ『ミューサタ』エンディングテーマ。
- 「良い奴」は、BSフジ『カンニングのDAI安★吉日!』エンディングテーマ。

## 収録曲（全盤共通）
全作詞・作曲：つんく
1. ええか!?
編曲：近藤圭一
2. 「良い奴」
編曲：大久保薫
3. ええか!?（Instrumental）
4. 「良い奴」（Instrumental）

初回生産限定盤A付属DVD
1. ええか!?（Music Video）
2. 「良い奴」（Close-up Ver.）
3. ええか!?（Making Film）

初回生産限定盤B付属DVD
1. 「良い奴」（Music Video）
2. ええか!?（Close-up Ver.）
3. 「良い奴」（Making Film）

初回生産限定盤C付属DVD
1. ええか!?（Dance Shot Ver.）
2. ええか!?（Dance Shot Ver.撮影終了直後コメント）
3. 「良い奴」（Dance Shot Ver.）
4. 「良い奴」（Dance Shot Ver.撮影終了直後コメント）

## 参加メンバー
- 1期：和田彩花、福田花音
- 2期：中西香菜、竹内朱莉、勝田里奈、田村芽実

## 参加ミュージシャン
ええか!?
- プログラミング：近藤圭一
- エレクトリックギター：鎌田こーじ
- コーラス：福田花音・竹内朱莉・CHINO・つんく

「良い奴」
- キーボード&プログラミング：大久保薫
- コーラス：福田花音・竹内朱莉・CHINO